# Acta (notities)
Acta is de Latijnse benaming voor de officiële notities van transacties, waaronder de Acta senatus en Acta populi Romani, die beide werden ingesteld door Gaius Julius Caesar tijdens zijn eerste consulaat in 59 v.Chr..

## Actae
- Acta senatus
- Acta populi Romani